# Mirosław Malcharek
Mirosław Malcharek (znany także jako Marek Lach (anagram nazwiska) (ur. 25 grudnia 1932, zm. 6 maja 2018) – polski dziennikarz, pisarz, artysta plastyk i satyryk.
Pracował jako felietonista w dwutygodniku artystyczno-literackim Współczesność. Pełnił także funkcję grafika-edytora w Miesięczniku Literackim i magazynie Literatura na świecie. Jest autorem kilku książek dla młodzieży: „Jeniec Koralowej Wyspy”, „Szeryf z Malinowego Wzgórza” i „Szyper wielorybowego szkunera”. Jest współautorem „Ilustrowanej Historii Masonerii”. Był członkiem założycielem i autorem publikującym na łamach portalu publicystycznego Studio Opinii.